# Ramon Destorrents
Ramon Destorrents, ou Ramòn Destorrents, est un peintre catalan de style italo-gothique, influencé par l'école siennoise, actif entre 1347 et 1391 et documenté à Barcelone entre 1351 et 1362.
Il a été le peintre du roi Pierre le Cérémonieux après la mort de la peste de son maître Ferrer Bassa, en 1348. Il est le fils de Gregori Destorrents et le père de Rafael Destorrents.
Un texte du 22 mai 1391 permet de connaître sa famille. Il octroie des pouvoirs à sa veuve, Laurence, et nomme trois de ses enfants, Jaume, l'héritier, Rafael qui n'a alors que 16 ans, et Angelina. Rafael Destorrents est signalé comme peintre en 1399 et enlumineur d'un missel de sainte Eulalie par l'évêque de Barcelone Jean Arengol en 1403.
Il est parfois désigné comme le Maître d'Iravals (Latour-de-Carol) ayant réalisé le retable de Sainte-Marthe pour la chapelle d'Iravals bien que cette dénomination puisse être aussi rattachée au premier atelier des Serra, en particulier Francesc et Jaume Serra.

## Biographie
Il a été formé dans l'atelier des Bassa dont il a subi l'influence visible dans la composition et les figures douces, dans le style italo-gothique introduit à la cour d'Aragon par Ferrer Bassa.
À la mort de son maître et la disparition de l'atelier des Bassa, le roi d'Aragon Pierre le Cérémonieux lui a demandé de terminer la réalisation des ouvrages qu'il avait commandés. Il a été réalisé des retables, enluminé des livres et décoré divers objets.
En 1352, il a décoré un psaltérion pour le roi Pierre IV d'Aragon.
Il est surtout connu pour le retable de Sainte Anne et de la Mère de Dieu qu'il a exécuté entre 1353 et 1358 pour le palais royal de l'Almudaina à Palma de Majorque. Le retable avait été commandé par le roi à Ferrer Bassa qui a dû le commencer avec la collaboration d'Arnau Bassa. Après la mort d'Arnau et de Ferrer Bassa, victimes de la peste en 1348, la réalisation va être reprise en 1353 par Ramon Destorrents qui faisait partie de l'atelier des Bassa. Le retable est terminé en 1358. Le retable a été démembré. En 1921, le musée national d'art ancien de Lisbonne a acquis le panneau central représentant sainte Anne et la Vierge enfant. Un autre panneau représentant le Calvaire a été déposé par la société archéologique Lullienne.
En 1356, Ramon Destorrents a complété le retable de la chapelle du palais royal de Lérida (Suda de Lleida) qui avait été commandé à Ferrer Bassa.
Il a formé le peintre Pere Serra qui est entré dans son atelier le 14 avril 1357.
En 1358, il travaille sur la commande du retable des Sept Joies de la Vierge de la chapelle royale de Saragosse commandé pour la reine Elionor de Sicílie, troisième épouse de Pierre le Cérémonieux.
En 1359, il décore une épée royale des douze signes du zodiaque.
On peut aussi lui attribuer le retaule de l’église d’Iravals, le tableau de sainte Marthe et sainte Marguerite et la prédelle de saint Onofre de la cathédrale de Barcelone, le calvaire d’un missel de Reus et el retable de Sant Celoni, reparti entre Lilla et le musée diocésain de Barcelone.
Des notices citent un miniaturiste appelé Ramon Destorrents entre 1380 et 1391. Il est peut-être l'artiste qui a réalisé le Breviari d'Amor de Londres. Rosa Alcoy y Pedrós a proposé de voir en lui l'auteur principal du retable de Santa Maria de Rubió.

## Galerie

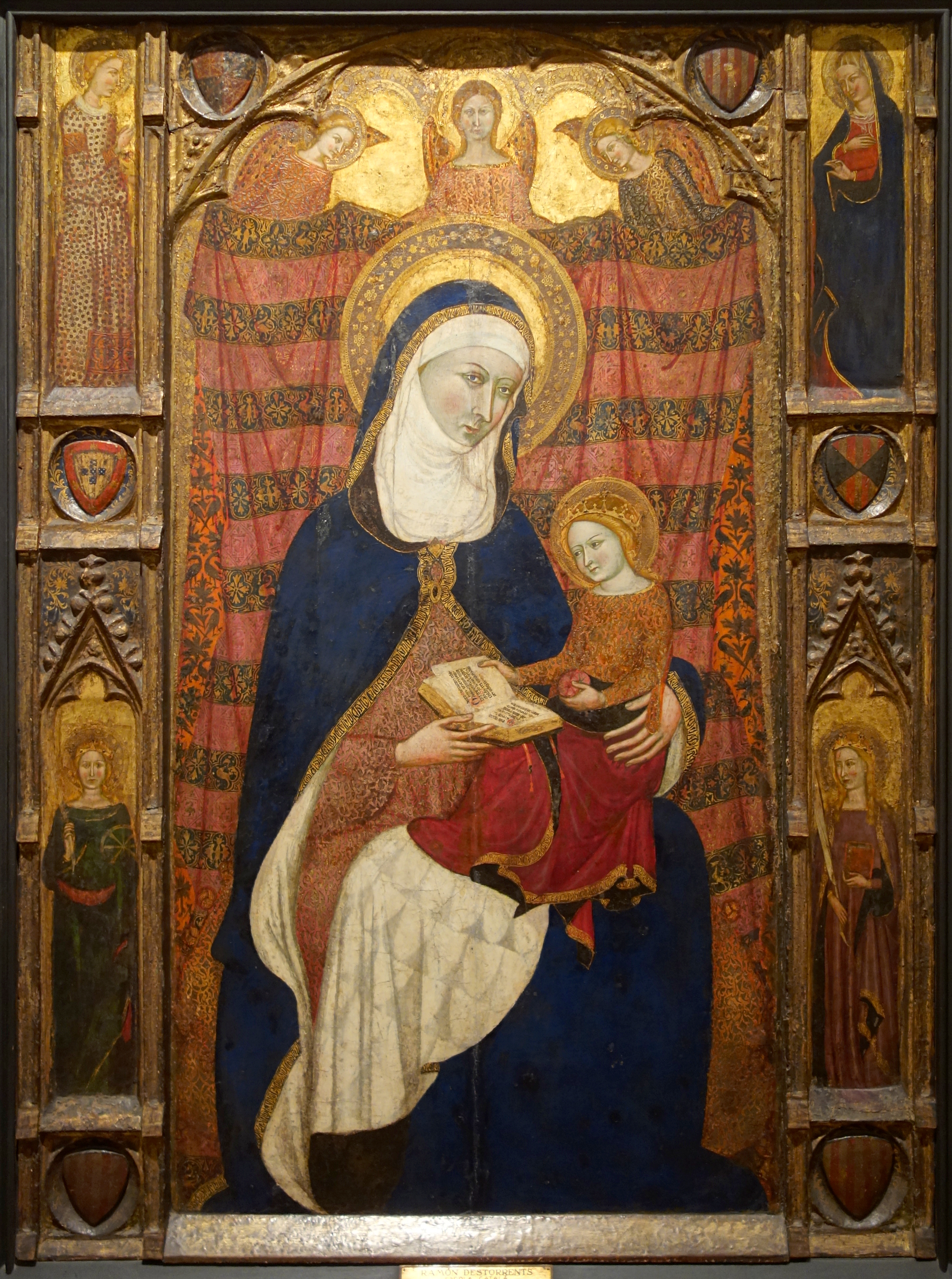
Panneau central représentant sainte Anne et la Vierge enfant du retable de Sainte Anne et la Mère de Dieu

## Source
- (ca) Cet article est partiellement ou en totalité issu de l’article de Wikipédia en catalan intitulé « Ramon Destorrents » (voir la liste des auteurs) (adaptation).